# Munxar
Munxar [ˈmʊnʃɐr] (oder Il-Munxar) ist ein Dorf an der Südküste der Insel Gozo der Republik Malta. Es liegt in der Nähe des Dorfes Sannat, hat einen eigenen Gemeinderat und 1344 Einwohner (Stand 31. Dezember 2020). Zum Gemeindegebiet von Munxar gehört auch der Ort Xlendi.
Der Name Munxar bedeutet im Deutschen „Säge“ und die Zähne einer Säge sind auch im Wappen des Dorfes sichtbar.
Einer der bekanntesten Söhne des Dorfes war Joseph Aquilina (1911–1997). Er war Rechtsanwalt und  Professor für Philologie an den Universitäten in Malta und London und brachte ein maltesisch-englisches Wörterbuch heraus. 
Das Felsgrab von Wied tax-Xlendi liegt zwischen dem Wied tax-Xlendi und dem Wied tal-Ghancija etwa westlich von Il-Munxar. 